# マイケル・コース
マイケル・コース（Michael Kors、1959年8月9日 - ）は、米国のファッションデザイナー。クラシックなレディーススポーツウェアのデザインで知られるファッションブランド「マイケルコース」のチーフデザイナーを務めている。
米放送局Bravo制作の、エミー賞ノミネート作品シリーズ「プロジェクト・ランウェイ」の審査員としても活躍していた。現在ニューヨーク在住。

## 来歴
19歳で服飾のデザインを始め、ニューヨーク州立ファッション工科大学にてファッションデザインを学んだ。
1981年にブルーミングデールズ、バーグドルフ・グッドマン、 ロード・アンド・テイラー 、ニーマン・マーカス、サックス・フィフス・アベニューの各百貨店で婦人服のラインを立ち上げた。その成功を受け、1997年にはセリーヌで初の婦人服デザイナー・クリエイティブディレクターに就任、2003年までの在任期間中に同社を世界的名門ブランドの一員へとのし上げた。
2002年に自身のメンズウェアブランドを立ち上げている。
セリーヌのクリエイティブディレクター時代には、数多くの女優の服装をデザインしている。グウィネス・パルトローは映画「抱擁 」にて、ケイト・ブランシェットは映画「バンディッツ」にて着用している。更に1999年の「トーマス・クラウン・アフェアー」ではレネ・ルッソが着用している。

## その他の功績
2010年、免疫システムに基づく癌治療の進歩に尽力している米国の非営利癌研究協会が毎年行っているOliver R. Grace Awardにて、マイケルは功労賞を受賞した。授賞式は2010年6月16日にニューヨークのマンダリン・オリエンタル・ニューヨークにて行われた。

## 裁判
2009年1月、アーティスト兼デザイナーの、トニー・デュケットの管財人が、2009年のマイケルコースのリゾートウェアのプロモーションにデュケットの名前とイメージを使用したとして、商標権の侵害で訴えを起こしている。

## 私生活
ニューヨーク州ロングアイランドで元モデルの母親のもとカール・アンダーソン・ジュニア三世(Karl Anderson, Jr. the third)として生まれた。ニューヨーク州メリックで育ち同州ベルモアのジョン・F・ケネディ高校を卒業。母はユダヤ系の出身。
同性愛者（ゲイ）であり、元マイケルコース社パリ事務所社員の男性と20年余の交際を経て2011年に結婚している。

## 企業としてのマイケル・コース
メインブランドのほか、系列姉妹ラインとして「マイケル・マイケル・コース（MICHAEL Michael Kors）」、「コース・マイケル・コース（KORS Michael Kors）」を展開している。「マイケル - 」は婦人服・ハンドバッグ・靴、「コース - 」は靴とジーンズを展開する。いずれも女性向けの服・バッグ・靴が主要製品であるが、メーカーとのライセンスでアイウェア、時計なども展開している。
各シーズンの最新コレクションはニューヨークコレクションに出展される。ランウェイではメインブランドのものに限らず、姉妹ラインの商品も発表される。
現在、フルコレクションのブティックはニューヨーク、ビバリーヒルズ、フロリダ州パームビーチ、ニューヨーク州マナセット、シカゴにある。
著名人の愛用者には、ジェニファー・ロペス、ミシェル・オバマ、ミランダ・カー、エリッサ、ハイディ・クルム、キャサリン・ゼタ＝ジョーンズなどがいる。ジョアン・アレンは『ザ・コンテンダー』でアカデミー主演女優賞にノミネートされた際にガウンを着用。 エリッサはワールド・ミュージック・アワード2005にて着用し、ジェニファー・ガーナーは2006年のアカデミー賞プレゼンターの際に特注のドレスを着用して登場している。その他、バッグや靴など小物単位で愛用する人物も多い。
広告キャンペーンではファンが好む「ジェットセットスポーツウェア」がよく用いられる。過去のキャンペーンでは、モデルのカルマン・キャスが空港の滑走路や、アフリカのサファリ旅行、ヨットでリラックスするシーンが使われた。